# Стефан Сежурне
Стефан Сежурне (фр. Stéphane Séjourné, МФА: [stefan seʒuʁne]; нар. 26 березня 1985) — французький юрист та політик від соціал-ліберальної партії «Відродження», міністр Європи та закордонних справ в уряді Атталя (з 11.01.2024).
У 2019 році був обраний членом Європейського парламенту (ЄП). У 2021—2024 роках очолював ліберальну проєвропейську парламентську групу «Оновити Європу». Сежурне був радником президента Еммануеля Макрона під час перебування того на посаді міністра економіки, промисловості та цифрових справ та консультував його під час президентської кампанії у Франції 2017 року. У 2022 році став генеральним секретарем партії «Відродження».

## Раннє життя та освіта
Народився у Версалі, зростав у Мадриді та Буенос-Айресі, а пізніше брав участь у програмі обміну студентами Erasmus у Гранаді (Іспанія).

## Початок кар'єри
Після роботи в офісі Жана-Поля Юшона в регіональній раді Іль-де-Франс з 2012 по 2014 рік Сежурне став радником міністра економіки та фінансів Еммануеля Макрона.
Коли Макрон став президентом на виборах 2017 року, Сежурне прийшов як політичний радник, працюючи разом з Алексісом Колером та Ісмаелем Емелієном. Потім він узяв шестимісячну відпустку, щоб очолити кампанію партію «Відродження» на виборах до Європарламенту 2019 року.

## Політична кар'єра
З моменту вступу до парламенту Сежурне працював у Комітеті з юридичних питань (2019—2022), Спеціальному комітеті з питань штучного інтелекту в епоху цифрових технологій (2020—2022) і Комітеті з прав жінок і гендерної рівності (з 2022 року).
На додаток до своїх обов'язків у комітеті, Сежурне є членом делегацій парламенту зі зв'язків з економічним союзом «Меркосур» і Євро-латиноамериканською парламентською асамблеєю. Він також є членом Міжгрупи Європейського парламенту з питань штучного інтелекту та цифрових технологій, Міжгрупи Європейського парламенту з прав дитини, групи Європарламенту проти раку та Європейського Інтернет-форуму.
Після відставки румунського прем'єр-міністра Дачіана Чолоша у 2021 році Сежурне оголосив про свою кандидатуру на посаду лідера групи «Оновити Європу» в Європейському парламенті.
У травні 2022 року Сежурне разом з Патріком Міньйолою від Демократичного руху (MoDem) і Жилем Бойє від партії «Горизонти» домовилися про угоду, яка призвела до створення коаліції партій «Громадяни разом», яка формує президентську більшість, зокрема щодо розподілу фінансів між ними.
На з'їзді «Відродження» у вересні 2022 року Сежурне був єдиним кандидатом, який балотувався на місце голови партії Станісласа Геріні і був обраний новим лідером.
11 січня 2024 року він був призначений міністром Європи та закордонних справ в уряді Габріеля Аттала. 13 січня 2024 року перший закордонний візит здійснив в Україну.

## Політичні погляди
Сежурне вважається близьким соратником президента Еммануеля Макрона.
У статті в «Le Journal du Dimanche» від лютого 2021 року Сежурне виступив проти запропонованої Комплексної угоди про інвестиції (CAI).
У 2024 році Сежурне зобов'язався не співпрацювати з ультраправими в наступному Європейському парламенті та відмовився приєднатися до націоналістичної групи Європейських консерваторів і реформістів (ECR).

## Особисте життя
Сежурне є геєм і перебував у цивільному шлюбі з Габріелем Атталем, який обіймає посаду прем'єр-міністра Франції із січня 2024 року. Стосунки припинилися у 2022 році.